# Tawḥīd

La professione di fede sulla bandiera del movimento salafita; su sfondo verde, risalta anche nella bandiera saudita

Nella cultura islamica, il tawḥīd  (in arabo ﺗﻮﺣﻴﺪ‎? 'unicità') è il principio alla base del concetto dell'unità e unicità di Dio (Allāh). 
La frase che compone il primo dei Pilastri dell'Islam, la shahāda (lā ilāha illā Allāh - non vi è divinità all'infuori di Allāh), è di fatto un'enunciazione del tawḥīd, completata poi dall'affermazione della fede nella missione profetica di Maometto affidatagli da Dio (wa Muhammad rasūl Allāh - e Muhammad è il Profeta di Allāh). La shahada è molto importante. 
Nel tawḥīd è enunciata la fede che Dio sia Eterno, Unico ("senza Compagno", "non fu generato e non ha generato", afferma la dottrina islamica sulla scorta della Sūrat al-Ikhlāṣ, numerata come 112ª, del Corano), Creatore ex nihilo di ogni cosa che, senza di lui, non può assolutamente sopravvivere. Implicitamente afferma che Allah è l'Essere Supremo, Onnipotente, Onnisciente, Misericordioso, Giusto, Generoso.
Circa gli "attributi divini", o ṣifāt (che furono motivo di aspri diverbi tra mutaziliti e ashʿariti), i teologi sunniti approdarono alla conclusione che Vita, Scienza, Potenza, Volontà, Udito, Vista e Parola non fossero distinguibili dall'Essenza (dhāt) stessa di Allah, mentre il dibattito sulle caratteristiche divine portò all'elaborazione del concetto che Allah avesse 99 "Bei Nomi" (al-Asmāʾ al-Ḥusnà) che si userà elencare recitandoli a mo' di giaculatoria, sgranando una sorta di rosario (tasbīḥ o misbaha) che può avere tutti i 99 grani o, più spesso, solo 33, da ripetere in questo caso per 3 volte intimamente o con mormorio più o meno udibile.